# Clemens Wenzeslaus Coudray

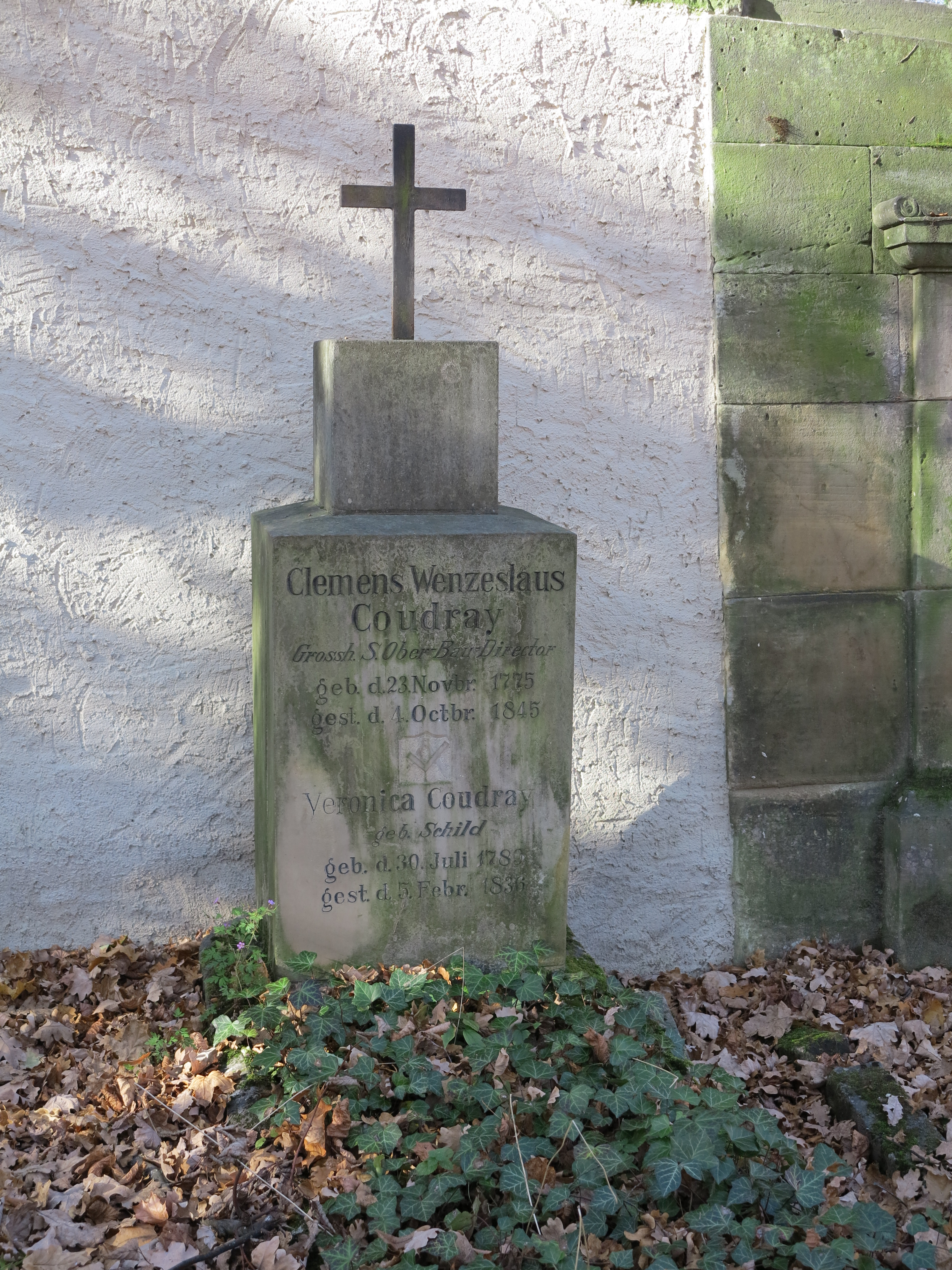
Grabmal Coudrays auf dem Historischen Friedhof Weimar

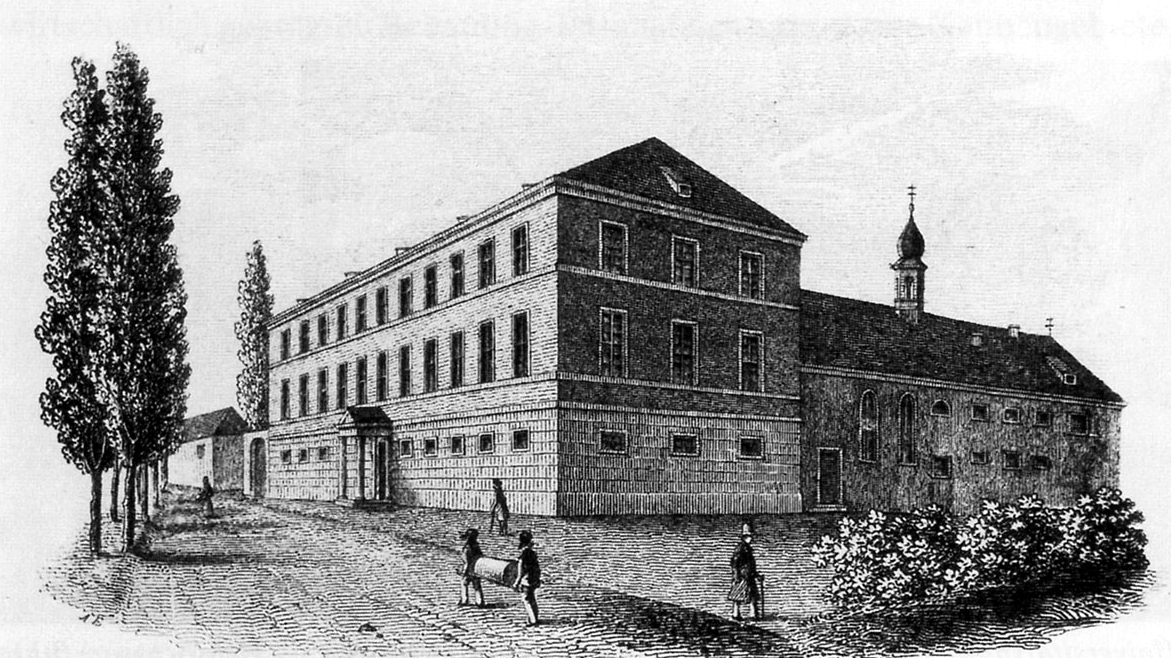
Wilhelmshospital Fulda, 1840

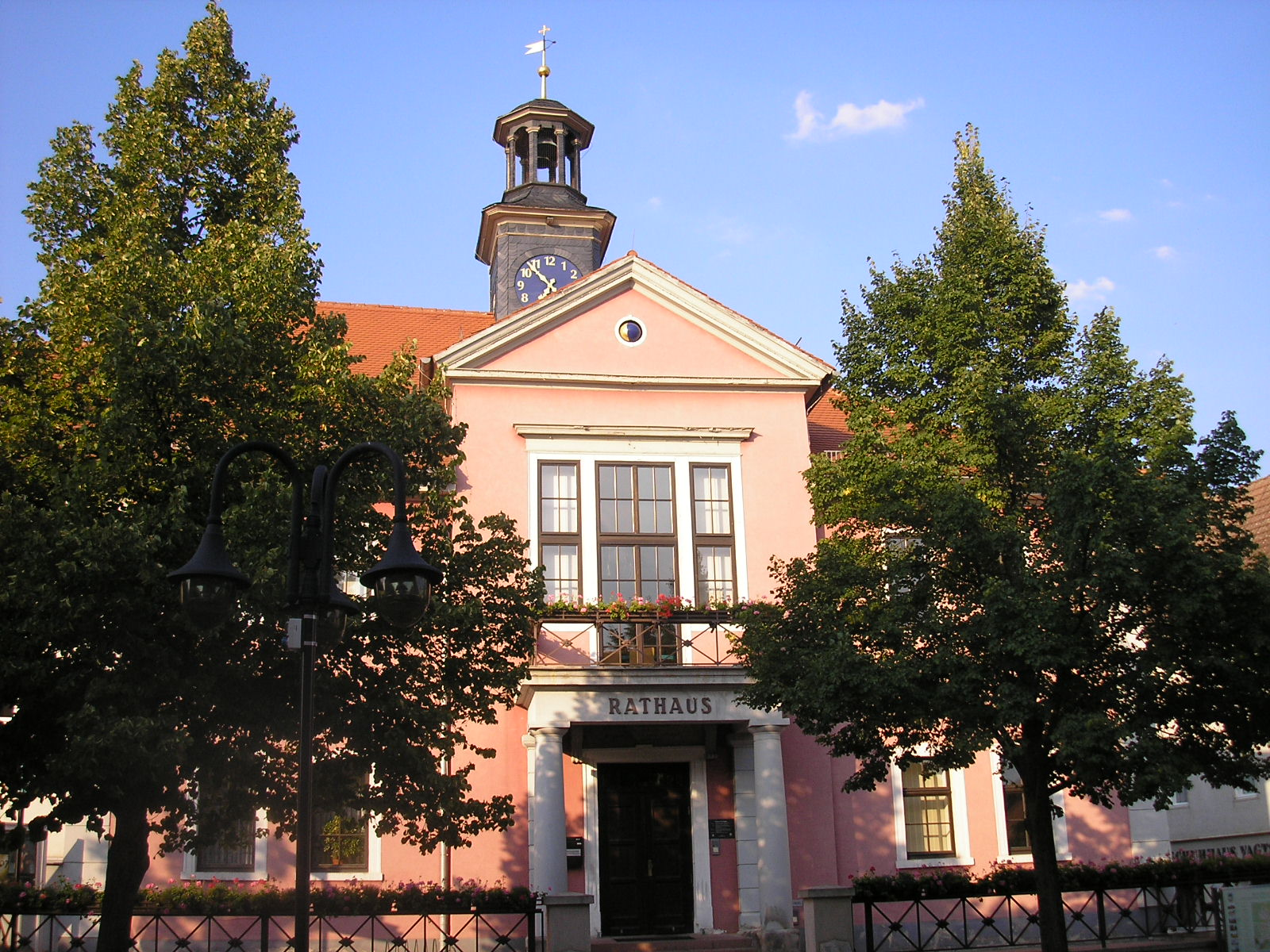
Rathaus von Bad Berka

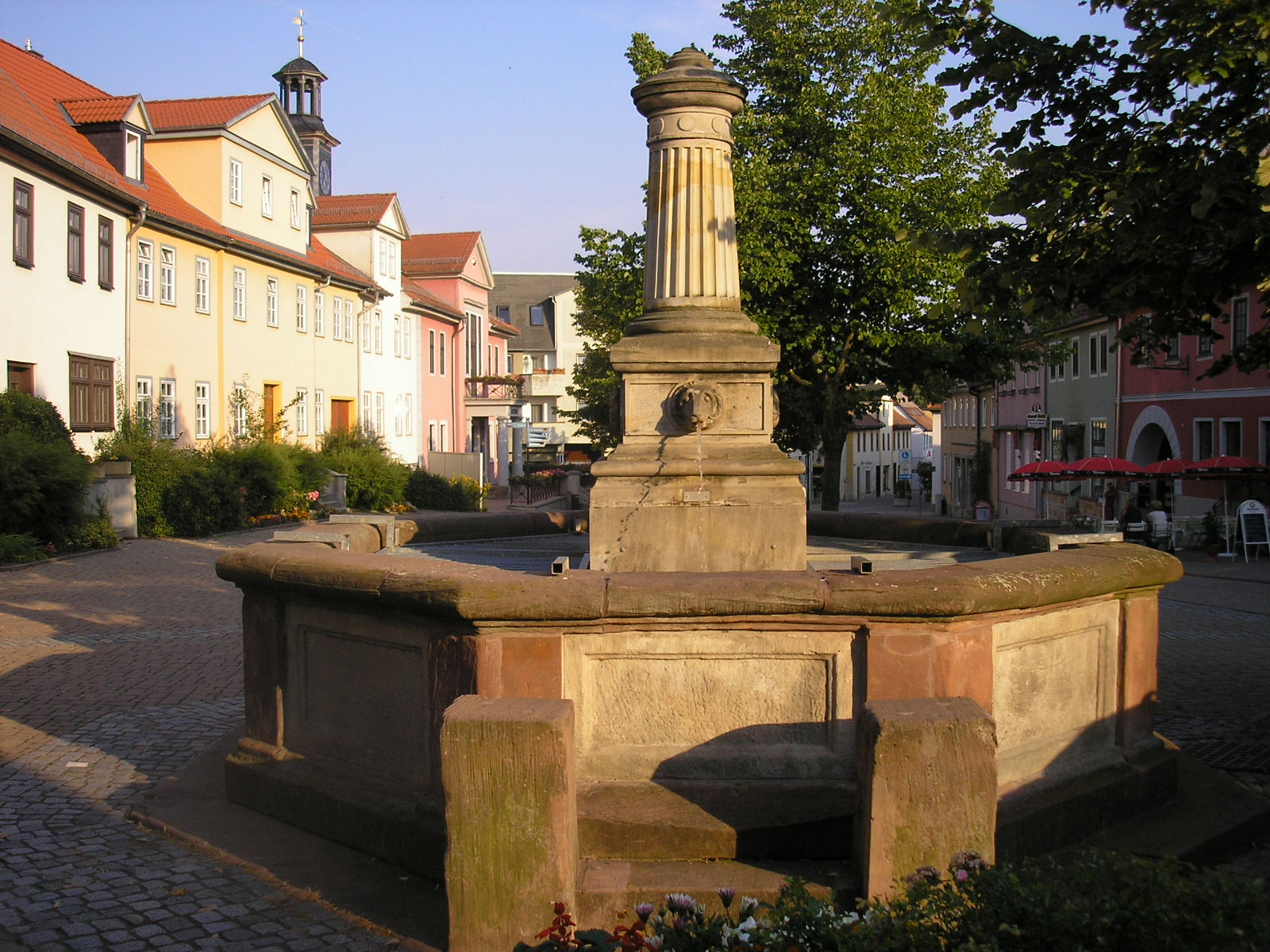
Blick über den Marktplatz von Bad Berka

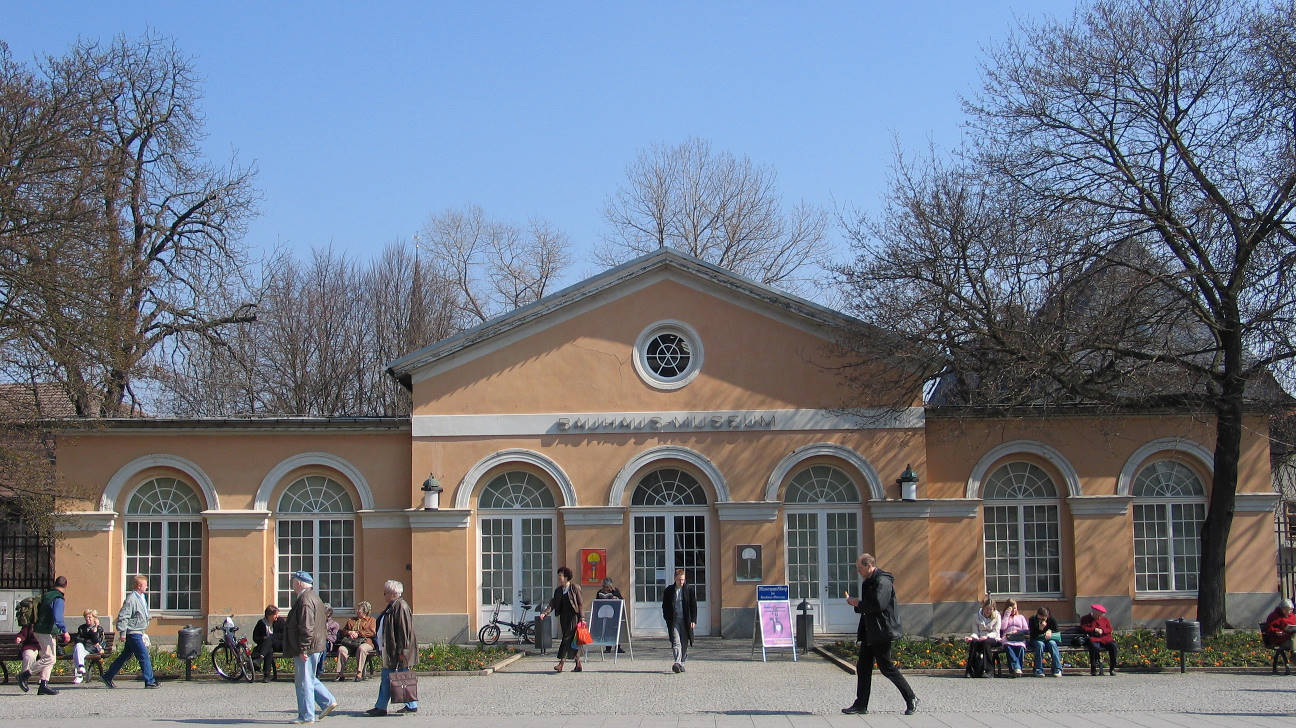
Großherzogliche Wagenremise (heute Haus der Weimarer Republik – Forum für Demokratie) Weimar

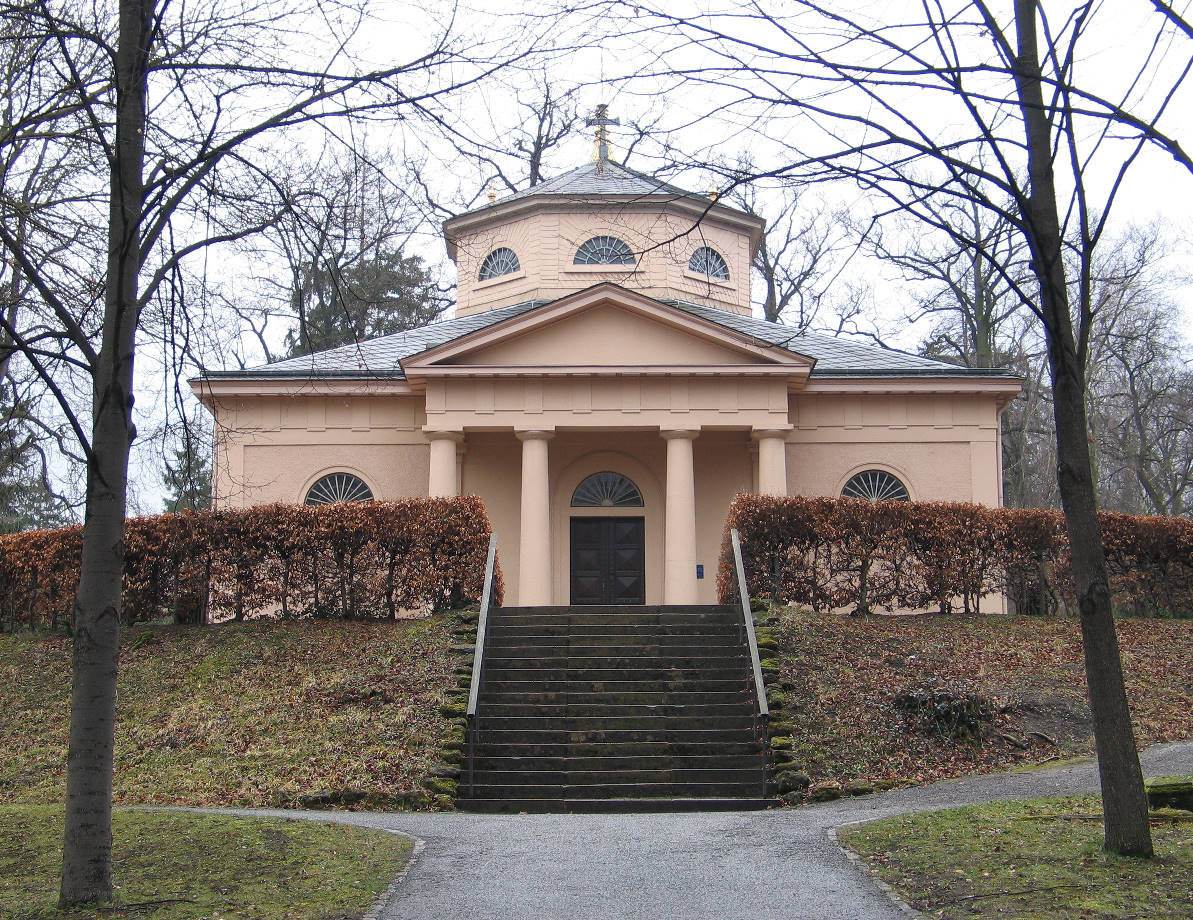
Weimarer Fürstengruft

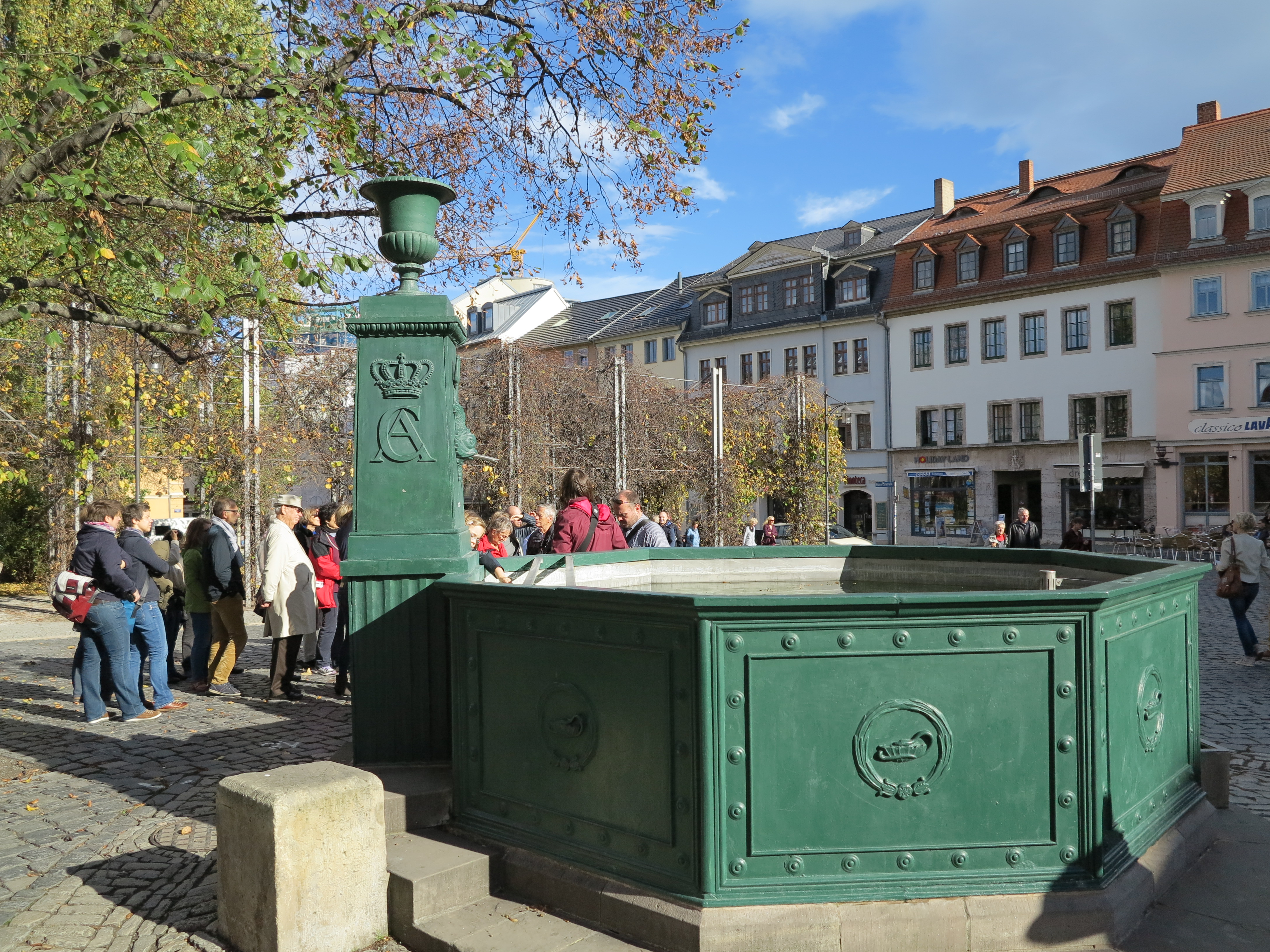
Goethebrunnen am Frauenplan

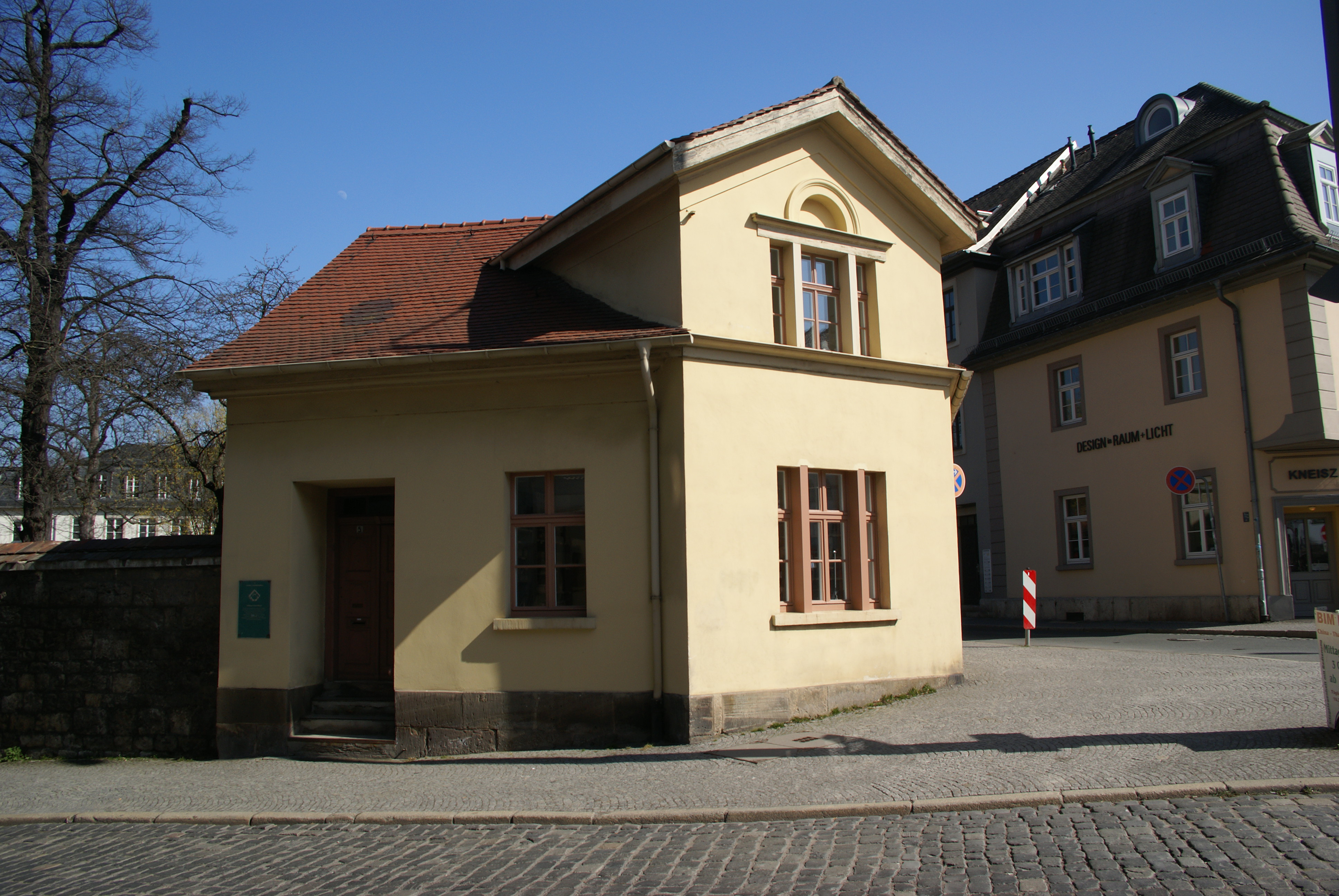
Torhaus Frauenplan (1822)

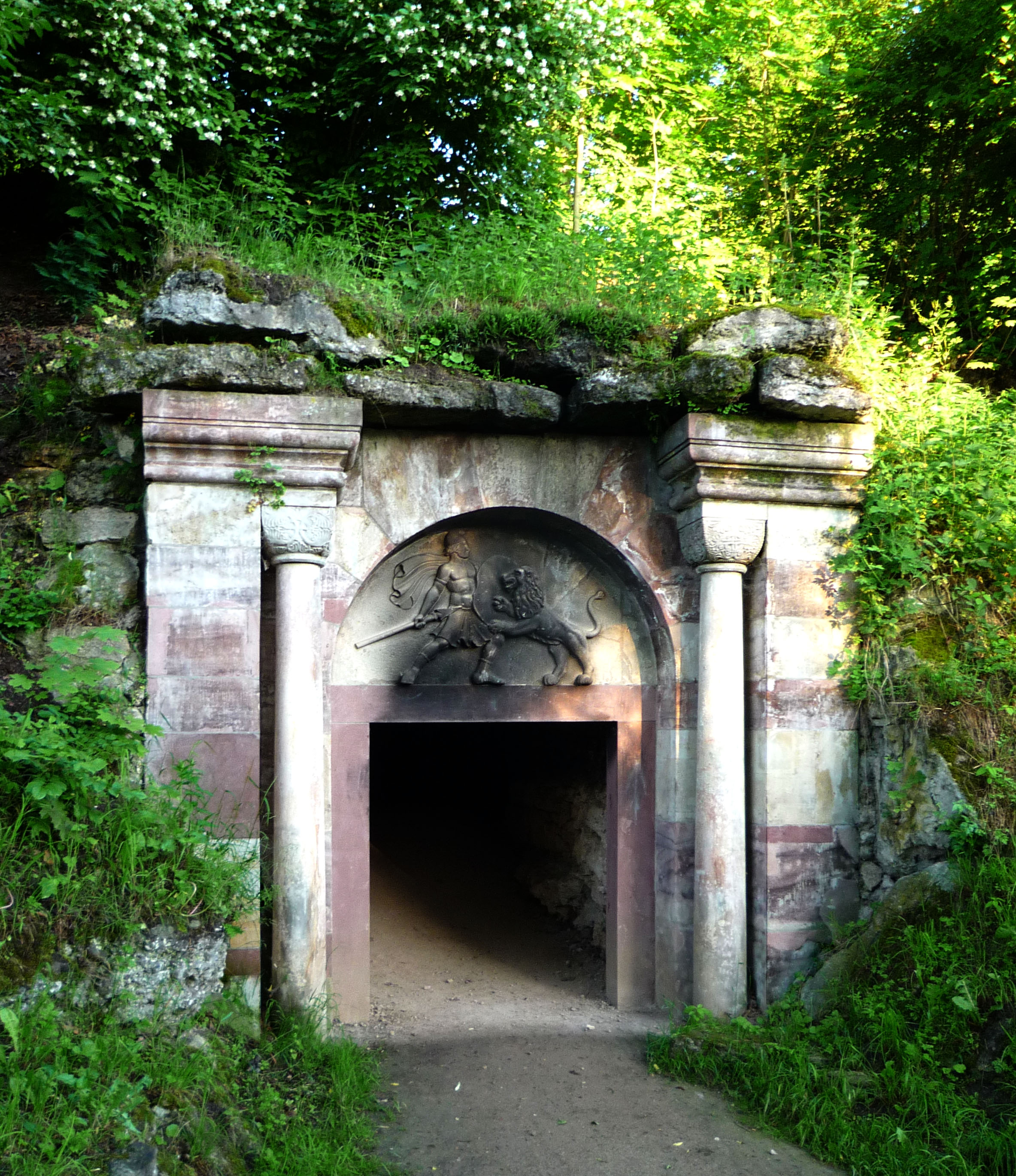
Löwenkämpferportal im Park an der Ilm

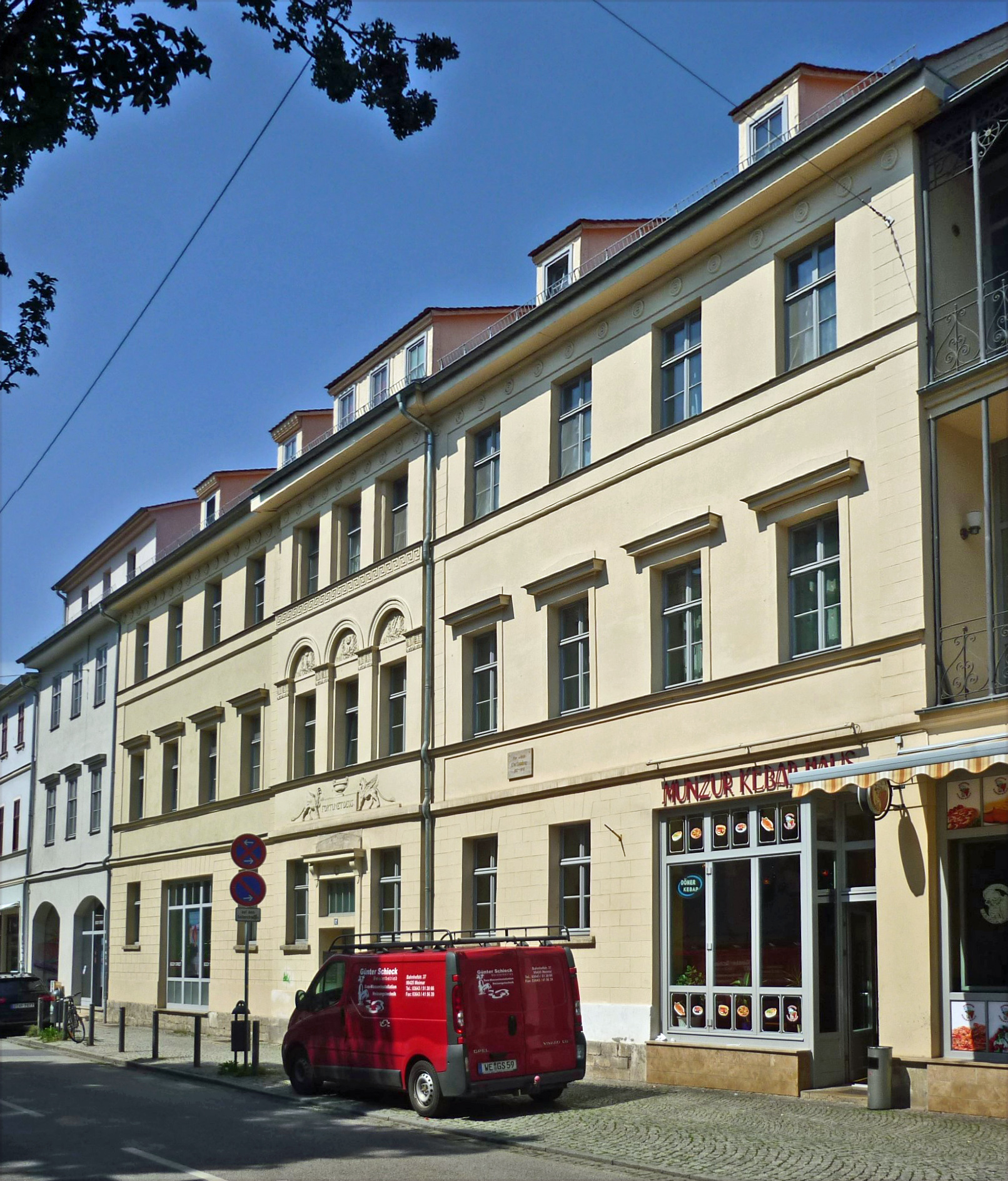
Wohnhaus C.W. Coudrays

Clemens Wenzeslaus Coudray (* 23. November 1775 in Ehrenbreitstein bei Koblenz; † 4. Oktober 1845 in Weimar) war ein deutscher Architekt des Klassizismus. Er arbeitete von 1804 bis 1816 als Hofarchitekt in Fulda und von 1816 bis zu seinem Tod 1845 als Oberbaudirektor des Großherzogtums Sachsen-Weimar-Eisenach. Dabei prägte er das Stadtbild Weimars durch zahlreiche Bauten maßgeblich.

## Leben und Wirken
Clemens Wenzeslaus Coudray wurde 1775 als Sohn des im Dienste des Kurfürsten Clemens Wenzeslaus von Trier stehenden Tapezierers und Dekorateurs Franz Ludwig Coudray und der Kammersängerin Anna Marie Köhler in Ehrenbreitstein bei Koblenz geboren. Er ist ein Urenkel des Bildhauers François Coudray (1678–1727) und ein Enkel des Bildhauers Pierre Coudray (1713–1770). Der Kurfürst von Trier, nach dem er benannt wurde, war sein Pate und Förderer.
Im Rahmen seiner Lehre zum Tapezierer und Dekorateur, welche er 1789 im Alter von 14 Jahren begann, erlernte Coudray das Basiswissen im praktischen Umgang mit Materialien. Zwischen 1795 und 1800 fertigte er als Innenarchitekt erste Arbeiten in Frankfurt am Main für den Künstler und Geschäftsmann Rumpf an. 1796 kam Coudray erstmals mit Christian Friedrich Schuricht, einem deutschen Vertreter der klassizistischen Baukunst in Dresden, zusammen, was seinen Wunsch, Architektur zu studieren, verstärkte.
Das 1799 in Berlin begonnene Studium brach Coudray nach kurzer Zeit ab, studierte jedoch im Jahr darauf in Paris bei Jean-Nicolas-Louis Durand (1760–1834) weiter. Dieser hatte an der École polytechnique den Lehrstuhl für Architekturtheorie inne. Im elften Jahr nach der Französischen Revolution von 1789 wurden hier vor allem die architekturtheoretischen Anschauungen der Revolutionsarchitekten vermittelt, zu denen auch Durands Lehrer Étienne-Louis Boullée gehörte. Durand entwickelte dessen Theorien weiter.
Clemens Wenzeslaus Coudray beendete 1804 sein Studium und die praktische Arbeit in Durands Privatatelier. Von 1804 bis 1816 war Coudray Hofarchitekt und Professor am Lyceum in Fulda. In jener Zeit gehörte er zu den Mitgründern der Fuldaer Freimaurerloge La Paix; er war schon zuvor in Paris in den Bund der Freimaurer aufgenommen worden. Zudem gründete er die Fuldaer Lesegesellschaft, deren Mitglieder sich im Palais Altenstein zu treffen pflegten. Nach einer Studienreise nach Italien hielt er Vorlesungen, basierend auf Durands Theorien und wurde mit diversen stadtplanerischen Tätigkeiten betraut. 1810 heiratete Coudray Veronica Schild. Im Befreiungskrieg gegen Napoleon wurde Coudray mit diversen militärischen Aufgaben betraut, unter anderem dem Festungsbau in Hanau und der Kommandierung eines Feldlazaretts. 1808 gründete er gemeinsam mit Karl Theodor von Dalberg, Nikolaus Vogt und Johann Friedrich Christian Hess die Frankfurter Museumsgesellschaft.
Am 20. April 1816 wurde Coudray als Großherzoglicher Oberbaudirektor in Weimar verpflichtet. Durch hartes Arbeiten verdiente er sich bei Großherzog Carl August schnell Ansehen. Die neu geschaffene Oberbaudirektion in Weimar, der er vorstand, bestand anfangs nur auf dem Papier, sodass Coudray gezwungen war, seinen Wirkungskreis selbst zu organisieren. Hierzu legte er einen schriftlichen Plan vor. In dieser Zeit wurde der Geheimrat Johann Wolfgang von Goethe ein guter Freund Coudrays, der ihn bei Planungsschwierigkeiten unterstützte. Coudrays Hauptaufgabe bestand in der Planung von Gebäuden bis hin zu ganzen Straßen und Plätzen wie dem Berkaer Marktplatz. Sogar sein eigenes Wohnhaus musste erst errichtet werden. Das Gelände stellte ihm Carl August zur Verfügung. Er musste da allerdings ein Doppelhaus bauen, was zu häufigen Streitereien mit dem Nachbarn führte.
Die zweite Hauptaufgabe seiner Arbeit in Weimar bestand in der Erstellung und Entwicklung von Vorschriften, Verordnungen und Anweisungen für das Bauwesen. Coudrays Arbeiten in diesem Bereich waren wegweisend. Eine Vielzahl der aktuell in Deutschland geltenden Vorschriften im Bauwesen enthalten noch immer Elemente, die Coudray entwickelte. Die erste davon, die Coudray erstellte, entstand 1819 unter dem Titel: „Das Verfahren bei Wiederaufbau abgebrannter Gebäude in Großherzogthume Weimar betreffend“ unter dem Eindruck eines schweren Brandes in Berka. Der Nachfolger in diesem Amt war nach seinem Tode im Jahre 1848 Carl Heinrich Ferdinand Streichhan geworden. Coudray setzte auch durch, dass kein Bausachverständiger ohne vorherige Prüfung in die Oberbaubehörde aufgenommen wurde. Im Jahre 1823 legte Coudray für die Kandidaten eine Prüfungsordnung vor. Der erste Kandidat, der nach dieser seine Prüfung bestand, war 1825 Friedrich Christian Moeder, der als Baukondukteur in Eisenach angestellt wurde. Dessen Entwurf eines Kammerguts hat sich erhalten.
Coudray nahm am ersten Wartburgfest von 1817 teil.
Im Jahr 1829 gründete Coudray die Freie Gewerkenschule in Weimar, eine Abend- und Sonntagsfachschule für Bauhandwerker, die 1859 in Großherzoglich-Sächsische Baugewerkenschule Weimar umbenannt wurde, nachdem sie der Großherzoglichen Oberbaubehörde und der Leitung des jeweiligen Oberbaudirektoren unterstellt wurde.
1832 war Coudray Augenzeuge der letzten Lebensstunden des Johann Wolfgang von Goethe. Seine schriftlichen Notizen dazu wurden 1889 unter dem Titel „Goethe’s drei letzte Lebenstage / die Handschrift eines Augenzeugen“ veröffentlicht.
Seit 1810 war Coudray mit Veronika Schild (1789–1836) aus Fulda verheiratet, aus der Ehe gingen ein Sohn und vier Töchter hervor, Tochter Marie heiratete 1840 den Maler Bernhard von Neher.
Er starb am 4. Oktober 1845 in Weimar und wurde dort auf dem Historischen Friedhof mit der von ihm selbst entworfenen Grabplatte an der westlichen Friedhofsmauer beigesetzt.

## Ehrungen
In Weimar wurde 1911 eine Straße in der westlichen Innenstadt nach ihm in Coudraystraße benannt, die zuvor Scheunenstrasse hieß.
Der Asteroid (27712) Coudray trägt seinen Namen.

## Werke

### Hessen
- Wilhelmshospital in Fulda (1806–1810), siehe Klinikum Fulda

### Thüringen (Auswahl)
- Ensemble Marktplatz (mit Rathaus) in Bad Berka, errichtet ab 1816 nach Stadtbrand
- Kurhaus Bad Berka (1824/25)
- Friedhofskapelle Eisenach (1829), in den 1970er Jahren abgerissen
- Georgenschule Eisenach (1825)
- Chausseekirche Mönchpfiffel (1833–1837)
- Dorfkirche (Frienstedt) (1835)
- Kirchenschiff der Dorfkirche Hopfgarten (1834)
- Inspektorhaus am Fürstengraben 26 in Jena (heute Goethegedenkstätte), ursprünglich Wohnhaus des Inspektors des Botanischen Gartens (1826/27)
- Dorfkirche (Kleinrudestedt) (1840), 1989 bis auf den Ostturm abgerissen
- Dorfkirche Mittelpöllnitz, Mittelpöllnitz (1826)
- Pfarrhaus und Pfarrhof in Nohra (1843/44)
- Gusseiserne Umzäunung des Wielandguts in Oßmannstedt (1829)
- Stadtkirche Rastenberg (1824–1826)
- Innenraum-Gestaltung der Dorfkirche Süßenborn (1820/21)
- Dorfkirche Taubach (Weimar), (geplant 1820, errichtet 1848/49)
- Neugestaltung von Schloss Tiefurt (1821/1828)
- Dorfkirche Troistedt (1824–1826)
- Mitarbeit am Schloss Belvedere, Roter Turm (1818–1821)
- Wiederaufbau der Dorfkirche zu Gerthausen nach Abbrand im Jahre 1844 im klassizistischen Stil (Beginn März 1845)

### Weimar (Auswahl)
- Rekonstruktion der Jakobskirche (1817)
- Westflügel des Weimarer Stadtschlosses mit Schlosskapelle (1820–1834)
- Holzställe des Roten Schlosses (1820)
- Torhaus am Frauenplan (Straße nach Bad Berka, 1822) und Torhaus an der Erfurter Straße (1824)[11]
- Hauptwache (1834–1838), heute Bibliothek
- Wagenremise am Theaterplatz (1823), heute Haus der Weimarer Republik
- Bürgerschule (1822–1825), heute Musikschule „Johann Nepomuk Hummel“
- Ausbau des Stadtturms zum Büchermagazin der Herzogin Anna Amalia Bibliothek (1821–1825)
- Erweiterungsbau der Bibliothek (1844–1849)
- Umbau des Liszt-Hauses (1819)
- Arbeit am Park an der Ilm (Türen und Bänke von Goethes Gartenhaus (1830)), Löwenkämpferportal (ein Stollenmundloch, 1816/17 von Coudray eingefasst)
- Weimarer Fürstengruft (1823–1828), Grabstätte von Johann Wolfgang von Goethe und Friedrich Schiller, deren Särge er auch entwarf
- Goethebrunnen am Frauenplan (1821/22)
- Herderbrunnen (1832) vor dem Wilhelm-Ernst-Gymnasium Weimar auf dem Herderplatz
- Haus der Armbrustschützengesellschaft in Weimar (1838)
- Grabmal für Anna Dillon (1823)
- Coudrays Wohnhaus in Weimar (1817)
- vermutlich Landhaus Süßenborn (1829)